# ユタとふしぎな仲間たち
『ユタとふしぎな仲間たち』（ユタとふしぎななかまたち）は三浦哲郎による小説。
1971年に児童図書である新潮少年文庫の書き下ろし長編童話として出版された。
1974年、テレビドラマ（NHK）が放送されたほか、1977年には劇団四季の脚色・演出によるオリジナル・ミュージカルが日本で初めて上演された。1989年以降のミュージカルでのタイトルは『ユタと不思議な仲間たち』と改題してロングラン。書籍は、1981年に毎日新聞社からも再版され、1984年には新潮文庫、2006年には講談社の青い鳥文庫としても刊行され、ロングセラーとして読み継がれている。

## あらすじ
小学生六年生の勇太（ユタ）は、母親の生まれ故郷である東北の山間にある温泉村の湯の花村にある分教場に転校してきたが、村の子供たちに馴染めず退屈で孤独な日々を過ごしていた。ある日、温泉宿の銀林荘で働く寅吉じいさんから座敷わらしの伝説を教えられ、興味を抱いたユタは、満月の晩、座敷わらしが出るといわれる宿の離れに一人で泊まることに。座敷わらしと出会い、仲間として交友を深めるうちにユタは明るく元気に成長していく。

## 登場キャラクター

### 人物
ユタ（水島勇太）
本作の主人公。小学校六年生。父親を海難事故で失い、東京から母親の実家がある東北の温泉村にある小さな分教場に転校してきた気弱な少年。村の子供に比べると小柄で、肌の色が白いことから「東京のもやしっこ」と呼ばれている。
ユタの母親（水島妙子）
親類が営む温泉宿「銀林荘」で帳簿つけの仕事をしている。
高野クルミ先生
村の分教場で小学生の低学年と高学年の２クラスをかけもちで教えている。
高野マモル先生
妻のクルミ先生と2人で分教場で教師をしている。中学生クラスを担当。
寅吉じいさん
銀林荘に雇われている老人。温泉を沸かすための薪割りをしている。
おたねさん
銀林荘の女中頭
小夜子
本作のヒロイン。ユタと同じ教室で学んでいる小学校5年生の女の子。継母の手伝いでいつも赤ん坊（弟）をおんぶして学校に通っている。
大作
中学三年生。分教場で一番の大男で、鼻の下にうっすら髭が生えている。ユタと教室は別だが、全校生徒のリーダーとしてにらみをきかせている。
一郎
村長の息子で、ユタの同級生。ユタをあまり快く思っていない。

### 座敷わらし
出生まもなく親に殺され名前がないことから、自分が捨てられた場所の通り名（＝かっこ内）をもじって呼び合っている。全員が男で、年長者のペドロを親分に共同生活を送っている。ユタを励まし、心強い仲間になる。
ペドロ（＝ペン泥沼）
元禄8（1696）年生まれ。座敷わらしのリーダー格。
モンゼ（＝門前）
宝暦5（1756）年生まれ。
ダンジャ（＝檀沢）
天明3（1784）年生まれ。
ゴンゾ（＝権三）
天保4（1834）年生まれ。メンバーで唯一本名を持つ。
ヒノデロ（＝日の出楼）
明治35（1902）年生まれ。女性的な口調や振る舞いをする。
ジュノメェ（＝十の前）
出生年不明。
トガサ（＝斗ケ沢）
出生年不明。
ジンジョ（＝地蔵）
出生年不明。
ジュモンジ（＝十文字）
出生年不明。

## 書籍情報
- 『ユタとふしぎな仲間たち』新潮社〈新潮少年文庫〉、1971年11月、全国書誌番号:45003659
- 『ユタとふしぎな仲間たち』毎日新聞社、1981年8月、ISBN 4-620-10397-7
- 『ユタとふしぎな仲間たち』新潮社〈新潮社文庫〉、1984年9月27日発売[2]、ISBN 4-10-113507-X
- 『ユタとふしぎな仲間たち』講談社〈青い鳥文庫〉、2006年12月16日発売[3]、ISBN 978-4-06-148750-5 - イラスト：碧川みなみ

## テレビドラマ
NHK『少年ドラマシリーズ』の1つとして、1974年5月6日 - 5月8日に放送された。1話25分・全3話。フィルム作品。全編を1時間に再編集したものが昭和49年度芸術祭に出品され、テレビ部門ドラマの部優秀賞を受賞している。この再編集版は出品時と受賞時に再放送された。なお現存する映像はこの再編集版のみ。2001年11月18日にはNHKアーカイブスで再放送された。
舞台は番組中に固有名詞は登場しないものの、岩手県北部の金田一温泉。この山村にも開発の波が押し寄せ、座敷わらしが去っていく。「東京と青森を結ぶ大きな道路を造ってる」のセリフがあり、八戸自動車道の工事が始まった時期でもある。
放送ライブラリーでは再編集版が公開。

### キャスト
- ユタ - 熊谷俊哉
- 母 - 伊藤幸子
- 寅吉 - 殿山泰司
- ペドロ - 佐藤蛾次郎
- モンゼ - 桂小かん
- ジンジョ - 辻村真人
- ヒノデロ - 坂部文昭
- センロ - 和久井節緒
- マモル先生 - 大塚国夫
- クルミ先生 - 左時枝

### スタッフ
- 原作 - 三浦哲郎[4]
- 脚本 - 早坂暁[4]
- 音楽 - 渋谷毅[4]
- 演奏 - 新室内楽協会
- 制作 - 森田昌治[4]
- 撮影 - 関善一[4]
- 照明 - 花沢直一[4]
- 美術 - 近井勉[4]
- 効果 - 後藤伸行[4]
- 音声 - 本石武夫[4]
- 演出 - 佐藤和哉[4]

### 映像ソフト
- 2001年4月27日にアミューズソフトより再編集版を収録したDVDが発売された[5][6]。

## ミュージカル
1977年に劇団四季により「こどものためのミュージカル・プレイ」としてミュージカル化。当初のタイトルは『ユタとふしぎな仲間たち』。
1984年に『ユタ-座敷わらしと少年の不思議なミュージカル-』というオリジナルミュージカルとなる。
その後、台本、音楽の再検討、振付け、装置、衣装などの一新、南部弁の再取材、更にレーザーやフライングなどを加えて改良され、1989年に『ユタと不思議な仲間たち』と改題、現在に至る。現在でも再演時に演出などの変更が行われている。
2011年5月29日、東日本大震災で都内に避難している被災者35組85名を無料招待。また、7月下旬から8月下旬にかけて、岩手県、宮城県、福島県で地元の子供たちを無料招待して巡演を行った。

### スタッフ
- 企画・演出 - 浅利慶太
- 作曲 - 三木たかし
- 振付 - 加藤敬二
- 装置 - 土屋茂昭
- 照明 - 沢田祐二
- フライング - ピーター・フォイ
- 台本 - 梶賀千鶴子
- 作詞 - 岩谷時子、梶賀千鶴子

### キャスト
（注意：キャスティングのみで実際に出演していない俳優も含む）
- ペドロ - 菱谷紘二・光枝明彦・沢木順・芝清道・田代隆秀・菊池正・下村青
- ダンジャ - 藤田晶子・末次美沙緒・菅本烈子・山崎佳美・春原一恵・坂本里咲・増本藍・柏谷巴絵
- ゴンゾ - 深見正博・沢木順・芝清道・吉原光夫・西門宇翔・伊藤潤一郎・東泰久・ 渡部又吁
- モンゼ - 浅見陽子・青山弥生・高城信江・岸本美香・大徳朋子・田村圭・関根麻帆・小笠真紀・和田侑子・小野田真子・ 小坂姫加
- ヒノデロ - 山口正義・下村尊則・道口瑞之・劉昌明・西門宇翔・近藤真行・ 小宮山稜介
- ユタ - 飯野おさみ・堀米聰・加藤敬二・田邊真也・遊佐真一・望月龍平・藤原大輔・厂原時也・上川一哉・山科諒馬・横井漱・佐藤志有
- 小夜子 - 野村玲子・鈴木京子・井料瑠美・石橋ちさと・相川忍・八幡三枝・笠松はる・樋口茜・花田えりか・山本貴永・高木美果・奥平光紀・若奈まりえ・藤原加奈子・中村ひより
- 寅吉 - 吉谷昭雄・菊池正・三遊亭究斗・加藤敬二
- ユタの母 - 西島美子・武木綿子・あべゆき・服部幸子・坂本里咲
- クルミ先生 - 田中方子・丹靖子・平野万里・千綿一美・服部幸子

### ミュージカル・ナンバー
- オーヴァーチュア
- 座敷わらしはよ
- 信じてみよう
- おれたちゃペドロ一家
- 生きているってすばらしい
- 友だちはいいもんだ（ゴダイゴの同名楽曲とは異曲）
- 授業のうた
- 予言は当たるのかな
- ソウル・ギダユウ
- 見果てぬ夢
- 鐘の音の輪にのって
- ユタ!輝け!
- 夢をつづけて

「友だちはいいもんだ」と「生きているってすばらしい」は当時劇団四季に所属していた俳優陣による歌唱で、2曲収録でシングル発売（東芝EMI TP-10367）された。A面曲の「友だちはいいもんだ」は鹿賀丈史、市村正親、久野綾希子、末次美沙緒によるユニット「フォー・シーズンズ」（同名のロックグループとは無関係）が歌唱しており、B面曲の「生きているってすばらしい」は菱谷紘二、飯野おさみ（コーラス：フォー・シーズンズ）が歌唱している。
「友だちはいいもんだ」は「ともだちはいいもんだ」のタイトルでNHK『みんなのうた』でも放送された（初放送月：1977年12月 - 1978年1月、歌：トランザム）。そのほか、1979年に若子内悦郎、2008年にBaby Boo（アルバム『ありがとう』収録）、2010年に小原孝（アルバム『小原孝のピアノ詩集〜愛の讃歌』収録）、2011年にクレイジーケンバンド（シングル『いっぱい いっぱい』カップリング）によりカバーされた。子供向けのオムニバス盤などでは、ひばり児童合唱団、杉並児童合唱団、「宮内良、小板橋えりこ、ヤング・フレッシュ」などによる歌唱もある。
エンディングに歌われる「夢をつづけて」は1989年に森進一によりカバーされた。

### 上演記録
- 1977年5月 - NHKホール（こどものためのミュージカル・プレイ）
- 1984年10月 - 日生劇場（東京初演）
- 1989年10月〜11月 - 青山劇場（東京凱旋）
- 1990年4月7日〜4月29日 - 近鉄劇場（大阪初演）
- 1990年5月10日〜7月13日 - 全国公演（全国各地で初演）
- 1997年10月8日〜11月3日 - MBS劇場（大阪凱旋）
- 2001年4月21日〜7月30日 - 全国公演（全国各地で凱旋）
- 2001年8月7日〜9月16日 - JR東日本アートセンター四季劇場［秋］（以下四季劇場［秋］、東京3回目）
- 2001年9月24日〜11月4日 - 新名古屋ミュージカル劇場（名古屋初演）
- 2004年4月13日〜6月19日 - 四季劇場［秋］（東京4回目）
- 2004年6月29日〜7月22日 - 福岡シティ劇場（福岡初演）
- 2007年4月14日〜5月27日 - 四季劇場［秋］（東京5回目）
- 2007年12月16日〜2008年1月27日 - 京都劇場（京都初演）
- 2008年2月9日〜3月9日 - 四季劇場［秋］（東京6回目）
- 2008年5月24日〜9月15日 - 全国公演（全国各地で3回目）
- 2009年8月16日〜8月30日 - 四季劇場［秋］（東京7回目）
- 2011年5月24日〜6月25日 - 四季劇場［秋］（東京8回目）
- 2011年7月25日〜8月26日 - 東北特別招待公演（東日本大震災被災地で初演）
- 2011年9月11日〜2012年3月3日 - 全国公演（全国各地で4回目）
- 2012年3月11日〜3月27日 - 四季劇場［秋］（東京9回目）
- 2012年5月7日〜5月25日 - 東北特別招待公演（東日本大震災被災地で凱旋）
- 2012年6月2日〜6月24日 - 京都劇場（京都凱旋）
- 2013年2月26日〜4月14日 - 新名古屋ミュージカル劇場（名古屋凱旋）
- 2019年4月19日～5月6日 - 自由劇場（浅利演出事務所主催・浅利慶太追悼公演、東京10回目）
- 2021年10月22日～11月14日 - 自由劇場（浅利演出事務所主催公演、東京11回目）
- 2024年10月31日〜11月16日 - 自由劇場（浅利演出事務所主催公演、東京12回目）

## 受賞歴
- 読売演劇広告賞 準賞 - 1989年11月22日に読売新聞の夕刊に掲載した新聞広告に対したことによる。